# HD 74148
HD 74148，又名CP-59 1075，SAO 250291、HR 3443，是一颗恒星，视星等为6.36，位于銀經276.18，銀緯-11.33，其B1900.0坐标为赤經8h 37m 5.8s，赤緯-59° -11.33′ 48″。